# Félix Stappaerts
Félix Stappaerts, né à Louvain le 25 avril 1812 et mort à Bruxelles le 3 mars 1885, est un écrivain belge, biographe, professeur d’archéologie à l'Académie des beaux-arts de Bruxelles et correspondant de l'Académie royale de Belgique.

## Biographie
Félix Stappaerts naît en 1812 dans une famille aisée de Louvain où la littérature et l'amour des arts occupent une place importante. Il quitte sa ville natale pour Bruxelles, où il entre en rapport avec nombre d'artistes et d'écrivains.
En 1844, il est premier commis au Ministère de l'Intérieur, à la direction générale des beaux-arts. Il est cofondateur et premier secrétaire de la Société royale des aquarellistes.
Journaliste et critique d'art, il commet quelques communications académiques et quantité de notices dans la Biographie nationale. Pour l'inauguration de la colonne du Congrès à Bruxelles, il écrit un ouvrage sur l'édifice. Il dirige l'édition belge la Revue britannique et écrit des articles dans le Journal des beaux-arts d'Adolphe Siret.
Stappaerts est également membre de la rédaction des journaux politiques belges L'Émancipation, Le National, Le Journal de Bruxelles et Le Télégraphe pour lequel il participe à la fondation. Il écrit des articles sur l'art et sur l'archéologie dans La Belgique monumentale et dans La Belgique pittoresque, et rédige le texte des deux volumes de Monuments d’architecture et de sculpture de Belgique (1853) agrémentés de soixante dessins de François Stroobant.